# 洛克尼亞河 (維爾河支流)
洛克尼亞河（烏克蘭語：Локня），是烏克蘭東北部的河流，屬於維爾河的左支流。該河發源自塞尔希伊夫卡附近，流經蘇梅州的蘇梅區，河道全長19公里。